# أنطون الجميل
أَنْطُون باشا الجُمَيِّل (1305- 1367 هـ / 1887- 1948 م) كاتب وصحفي بيروتي ثم مصري. كان متأنقًا في أسلوبه، أجاد الفرنسية كأهلها، تولى رئاسة تحرير جريدة الأهرام.

## سيرته
ولد أَنْطُون باشا بن جميل الجُمَيِّل الماروني اللبناني في بيروت وتعلم وعلّم في الجامعة اليسوعية، وعهد إليه اليسوعيون بتحرير جريدتهم «البشير» سنة 1908م. انتقل إلى مصر تنشقًا للحرية النسبية التي كانت تتمتع بها الصحافة في الديار المصرية، فاشترك مع أمين تقي الدين في إصدار مجلة «الزهور» الأدبية، عام 1910، وكانت منبرًا لكبار أقلام العصر من الشعراء والكتاب من أمثال: أحمد شوقي وحافظ إبراهيم وخليل مطران ومصطفى لطفي المنفلوطي، ومي زيادة وشبلي شميل وآخرين، وظل يصدرها حتى عام 1911م.
عمل في وزارة المالية رئيسًا للجنة الموازنة، ثم في جريدة الأهرام إلى أن تولى رئاسة تحريرها عام 1933م، وكان مكتبه في الأهرام يستقبل يوميًا شخصيات مصرية سياسية وثقافية على جانب كبير من الأهمية والشهرة والنفوذ. انتخب عضوًا في مجلس الشيوخ المصري لعدة دورات، بعد أن مُنح الجنسية المصرية، كما انتُخب عضوًا في المجمع العلمي العربيّ بدمشق، والمجمع اللغوي بمصر، وكثير من الجمعيات. منح في أواخر أعوامه لقب «باشا» واستمر في تحرير الأهرام إلى أن توفي بالقاهرة.
أحب مصر كما أحب لبنان، وكان يدعو باستمرار إلى توثيق العلاقات بين القطرين. بقي عَزَبًا فلم يتزوج، لكنه أحبَّ الأديبة مي زيادة حبًا عميقًا صامتًا، إذ جمع بين روحيهما التقارب في الاتجاه الأدبي، وقرابة الموطن وغربة الدار، لكن هذا الحب المكتوم انتهى إلى شيء من القطيعة بعد عودة مي من مستشفى الأمراض العقلية في لبنان، لأنه شُغل عنها في أثناء مرضها. كان دمث الأخلاق، مؤمنًا بالحرية التي تتمثل عنده بتحطيم طغيان الاتحاديين في الدولة العثمانية، متسامحًا، فلم يتعصب ولم يتحيز، ولم ينزلق في مهاوي العنف والخصومة.
أولع أنطون الجميل بالأدب والشعر قبل أن يصبح صحفيًا، وقد أدى به هذا الولع إلى الاتصال بالشعراء، والإقبال على مجالسهم، وعقد أواصر الصداقة معهم، وكان كثير التردد إلى ندوة الشاعر إسماعيل صبري التي ضمت صفوة أدباء وادي النيل وشعرائه، حتى أصبح نجمًا لامعًا فيها.. وفي أجواء هذه الندوة تنفست شاعريته الخصبة، وتجلت مواهبه الأصيلة. كانت مقالاته في الأهرام أنيقة إلى أبعد الحدود، ينتقي ألفاظها وينسق جملها، بغض النظر عن الموضوع الذي يتناوله، وكان يصب آراءه في فقرات هي أدنى إلى الشعر منها إلى النثر. اهتم بدراسة شعراء جيله كأحمد شوقي، وإسماعيل صبري، وخليل مطران، وولي الدين يكن وغيرهم، دون أن يعمد إلى جرح أحدهم، أو الإساءة إليه، أو النيل منه، بل كان يقف دائمًا موقف الناقد النزيه المحايد البصير الذي لم تجرفه الأهواء والأحقاد. كان ذوقه السليم وإحساسه المرهف هما المعيار الذي ينطلق منه في دراساته ونقده.
رويت عنه واقعة طريفة أثناء رئاسته تحرير الأهرام، حين وصله نعي و كانت الأهرام ماثلةً للطبع، فوقَّع عليه أنطون بعبارة «ينشر إذا كان له مكان» ودفع به لعامل الطباعة الذي نشر النعي مع التوقيع، فجاء النعي على النحو الآتي: «توفي فلان الفلاني أسكنه الله فسيح جنَّاته إذا كان له مكان»!.

## كتبه
ألف عدداً من الكتب والمسرحيات منها:
1. «أبطال الحرية» مسرحية عن الانقلاب العثماني.
2. «وفاء السموءل» مسرحية ضمَّنها الكثير من شعره.
3. «شوقي الشاعر».
4. «وليّ الدين يكن».
5. «طانيوس عبده».
6. «خليل مطران».
7. «الاقتصاد والنظام المنزلي» وهي محاضرة.
8. «البحر المتوسط والتمدُّن».
9. «الفتاة والبيت» (ترجمة عن الفرنسية).
10. «مختارات الزهور».

## وفاته
توفي أنطون الجُمَيِّل في القاهرة عام 1367هـ/ 1948م، عن واحد وستين عامًا.

## وصلات خارجية
- أنطون الجميل على موقع أرشيف الشارخ